# Xbox (console)
O Xbox é um console de videogame doméstico e o primeiro título da série Xbox de consoles de videogame fabricados pela Microsoft. Foi lançado em 15 de novembro de 2001 na América do Norte, seguido pelo Japão em 22 de fevereiro de 2002, Austrália e Europa em 14 de março de 2002. Foi a primeira incursão da Microsoft no mercado de consoles. Ele competiu com o PlayStation 2 da Sony, o GameCube da Nintendo e o Dreamcast da Sega como parte da sexta geração de consoles. A Microsoft foi a terceira empresa americana a projetar e fabricar um console depois da Atari e da 3DO Company. A Atari cessou a produção do Jaguar em 1996 e parou de fabricar consoles.
Anunciado em 2000, o Xbox tem um hardware mais poderoso em comparação com seus rivais, pois usa um processador Intel Pentium III modificado de 733 MHz e uma placa de vídeo da Nvidia NV2A com clock de 233 MHz. Também conhecido pelo seu tamanho e peso 3.200Kg, por ter componentes de PC, foi o primeiro console a dispor de um disco rígido incorporado. Em novembro de 2002, a Microsoft lançou a Xbox Live, um serviço de jogos on-line que permitiu os assinantes baixarem novos conteúdos e se conectassem com outros jogadores através de uma conexão de banda larga. Ao contrário dos serviços on-line da Sega e da Sony, a Xbox Live teve suporte no design original do console através de uma porta Ethernet integrada. O serviço deu à Microsoft um ponto inicial na jogatina online e ajudaria o Xbox a se tornar um concorrente relevante para outros consoles de sexta geração. A popularidade dos títulos de apelo comercial, como Halo 2, contribuiu para a popularidade dos jogos online e, em particular, de shooters em primeira pessoa. Apesar disso e estar em segunda posição, à frente do GameCube e do Dreamcast da Sega, as vendas do Xbox estavam sempre atrás do PlayStation 2.
O sucessor do Xbox, o Xbox 360, foi lançado em 22 de novembro de 2005. A fabricação e venda do Xbox foi interrompida primeiro no Japão em 2005, pois era o mercado de pior desempenho da Microsoft. Outras regiões seguiram o mesmo exemplo em 2006. O último jogo do Xbox na Europa foi Xiaolin Showdown lançado em junho de 2007 e o último jogo na América do Norte foi Madden NFL 09 lançado em agosto de 2008. O suporte para consoles fora de garantia foi interrompido em 2 de março de 2009. O Sistema On-line (Xbox Live) do console foi desativado no dia 15 de abril de 2010.

## História
Em 1998, quatro engenheiros do DirectX da Microsoft, Kevin Bachus, Seamus Blackley, Ted Hase e o líder da equipe DirectX, Otto Berkes, desmontaram alguns notebooks da Dell para construir um protótipo de console de videogames baseado no Windows. A equipe esperava criar um console para competir com o PlayStation 2 da Sony, que estava atraindo desenvolvedores de jogos da plataforma Windows. A equipe se aproximou de Ed Fries, líder do negócio de publicação de jogos da Microsoft na época, e apresentou seu console "DirectX Box" com base na tecnologia de gráficos DirectX desenvolvida pela equipe de Berkes. Fries decidiu apoiar a ideia da equipe de criar um console baseado no DirectX.
Durante o desenvolvimento, o nome original DirectX Box foi reduzido para Xbox. O departamento de marketing da Microsoft não gostou do nome Xbox e sugeriu muitas alternativas. Durante o teste de foco, o nome Xbox foi deixado na lista de nomes possíveis para demonstrar quão impopular ele seria com os consumidores. No entanto, o teste do consumidor revelou que o nome Xbox foi preferido de longe em relação aos outros nomes sugeridos e "Xbox" tornou-se o nome oficial do produto.
Ele foi o primeiro console de videogames da Microsoft depois dela colaborar com a Sega para portar o Windows CE ao Dreamcast. A Microsoft repetidamente atrasou o console, que foi mencionado pela primeira vez publicamente no final de 1999, durante entrevistas com o ex-CEO da Microsoft, Bill Gates. Na época ele afirmou: "queremos que o Xbox seja a plataforma escolhida para os melhores e mais criativos desenvolvedores de jogos do mundo".
O Xbox foi anunciado oficialmente na Game Developers Conference em 10 de março de 2000. O público ficou impressionado com a tecnologia do console. No momento do anúncio de Gates, as vendas do Dreamcast estavam diminuindo e o PlayStation 2 começava a ser vendido no Japão. Gates estava em negociações com o presidente da Sega, Isao Okawa, sobre a possibilidade do Xbox ter retrocompatibilidade com os jogos do Dreamcast, mas as negociações desabaram sobre se o serviço on-line SegaNet deveria ou não ser implementado.
O Xbox foi oficialmente revelado ao público por Gates e o lutador profissional convidado The Rock na CES em Las Vegas em 3 de janeiro de 2001. A Microsoft anunciou as datas e preços de lançamento do console na E3 do mesmo ano que ocorreu em maio. A maioria dos títulos de lançamento do console foram revelados na E3, sendo os mais notáveis Halo: Combat Evolved e Dead or Alive 3.
Devido à imensa popularidade dos consoles no mercado japonês, a Microsoft atrasou o lançamento do Xbox na Europa para focar-se no Oriente. Mesmo adiado, o lançamento europeu foi mais bem sucedido do que no Japão. Apesar de ter prometido o lançamento do Xbox no Brasil até o primeiro semestre de 2003 (e, depois, no segundo semestre), a Microsoft não chegou a disponibilizar oficialmente o produto no país. Em terras brasileiras, só podia ser encontrado através de importadores e no mercado paralelo. A primeira iniciativa oficial ocorreu apenas em dezembro de 2006, quando a Microsoft lançou o Xbox 360 no Brasil.
Alguns dos planos da Microsoft se mostraram efetivos. Em preparação para o seu lançamento, a Microsoft adquiriu a Bungie e utilizou o Halo: Combat Evolved como título de lançamento. Na época, GoldenEye 007 de Nintendo 64 tinha sido um dos poucos FPS de sucesso em consoles, bem como títulos como Perfect Dark e Medal of Honor. Halo: Combat Evolved provou ser uma bom apelo comercial para impulsionar as vendas do Xbox. Em 2002, a Microsoft alcançou o segundo lugar no número de consoles vendidos na América do Norte. O serviço Xbox Live deu à Microsoft um ponto inicial no jogo online e ajudaria o Xbox a se tornar um concorrente relevante para outros consoles de sexta geração.

### Descontinuação e sucessor
O sucessor do Xbox, o Xbox 360, foi anunciado oficialmente em 12 de maio de 2005 na MTV. Ele foi o primeiro console da sétima geração a ser anunciado. Seu lançamento ocorreu  em 22 de novembro daquele ano. A Nvidia encerrou a produção da GPU do Xbox em agosto de 2005, o que marcou o fim da produção de novos consoles.
O Xbox 360 suporta um número limitado da biblioteca de jogos do Xbox se o jogador tiver um disco rígido oficial do console. Os jogos do console original foram adicionados até novembro de 2007. Nenhum jogo do Xbox pode ser transferido para o Xbox 360 e a capacidade de jogar no console através da Xbox Live foi descontinuada em 15 de abril de 2010. Ainda é possível jogar jogos do Xbox com funcionalidade System Link On-line através do console original e do Xbox 360 com software de tunelamento, como o XLink Kai. Foi anunciado na E3 2017 que o Xbox One ganharia suporte para um número limitado da biblioteca de jogos do Xbox.

## Hardware
O Xbox usa um processador Intel Pentium III Coppermine customizado para ser usado no Xbox, de 64 bits e clock com 733 MHz. Ela possui um barramento frontal de 64 MHz GTL + de 64 bits (FSB) com uma largura de banda de 1,06 GB / s. O sistema possui memória SDRAM DDR de 64 MB, com uma largura de banda de 6,4 GB / s, dos quais 1,06 GB / s são usados pela CPU e 5,34 GB / s são compartilhados pelo resto do sistema.

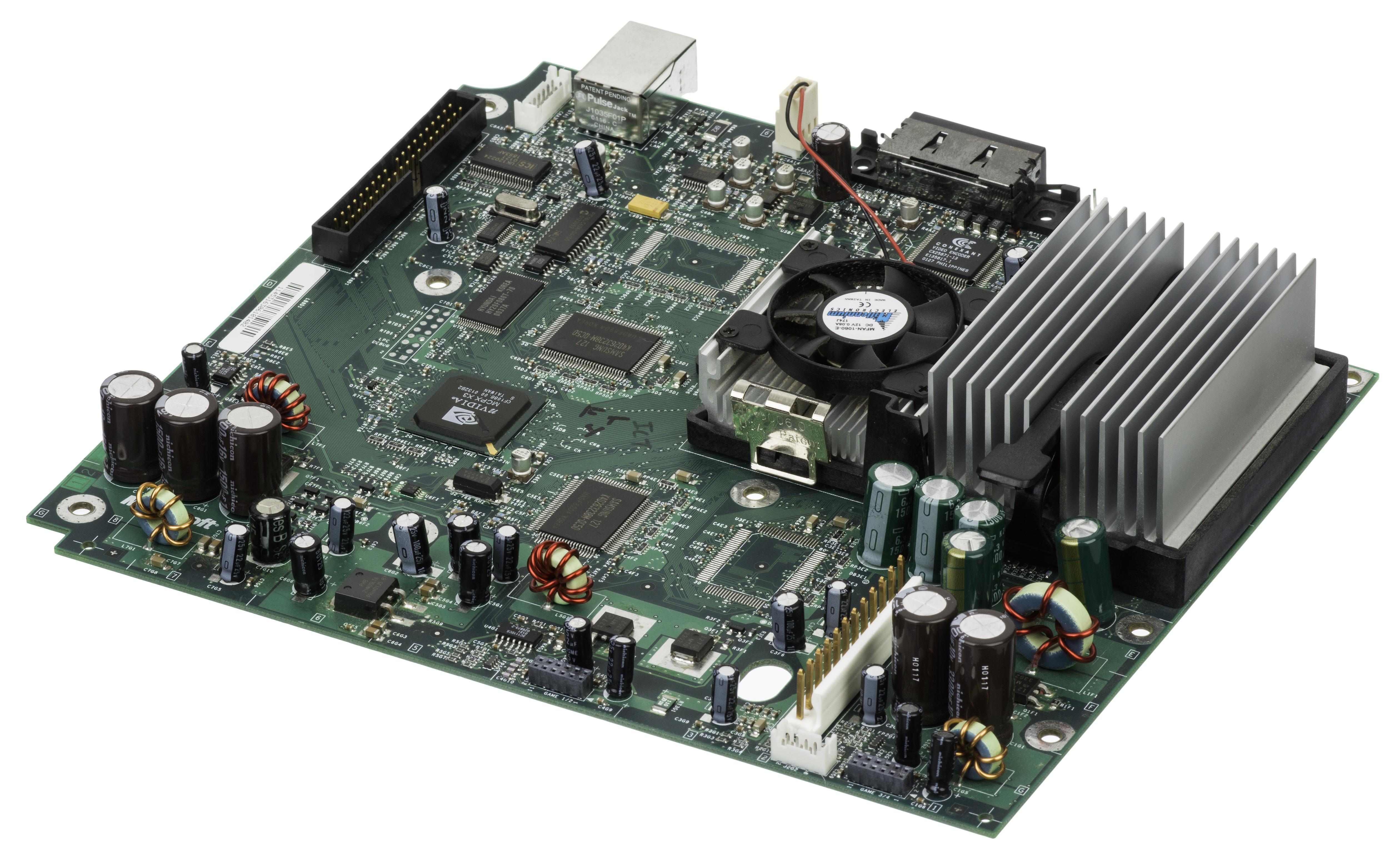
A placa-mãe do Xbox

A sua GPU é uma Nvidia GeForce NV2A 256-BIT com clock de 233 MHz e barramento de 128 Bits. Possui uma performance em ponto flutuante de 20 GFLOPS, capaz de cálculos de geometria para até um teórico de 115 milhões de vértices/segundo. Tem um preenchimento máximo de 932 megapixels/segundo, capaz de renderizar um teórico de 29 milhões de triângulos de 32 pixels/segundo. Com limitações de largura de banda, tem um preenchimento realista de 250-700 megapixels/segundo, com Z-buffering, nebulização, alfa-mistura e mapeamento de textura, dando-lhe um desempenho real de 7.8-21 milhões de triângulos de 32 pixels/segundo.
O Xbox foi o primeiro console a usar um disco rígido interno de PC, usado principalmente para armazenar jogos e arquivos baixados da Xbox Live e o progresso de jogos. Isso eliminou a necessidade de cartões de memória separados (embora alguns consoles lançados antes, como o Amiga CD32, que usava memória flash interna e outros como o TurboGrafx-CD, o Sega CD e o Sega Saturn, usavam memória interna antes de 2001). Um usuário pode extrair músicas de CDs para o disco rígido e utilizá-las como trilha sonora personalizada em alguns jogos.
Esse foi o primeiro console a utilizar a tecnologia Dolby Interactive Content-Encoding, que permite a reprodução de sons Dolby Digital em tempo real. Antes do Xbox os consoles só conseguiam reproduzir sons com essa qualidade em cut scenes não interativas, como as CGs.

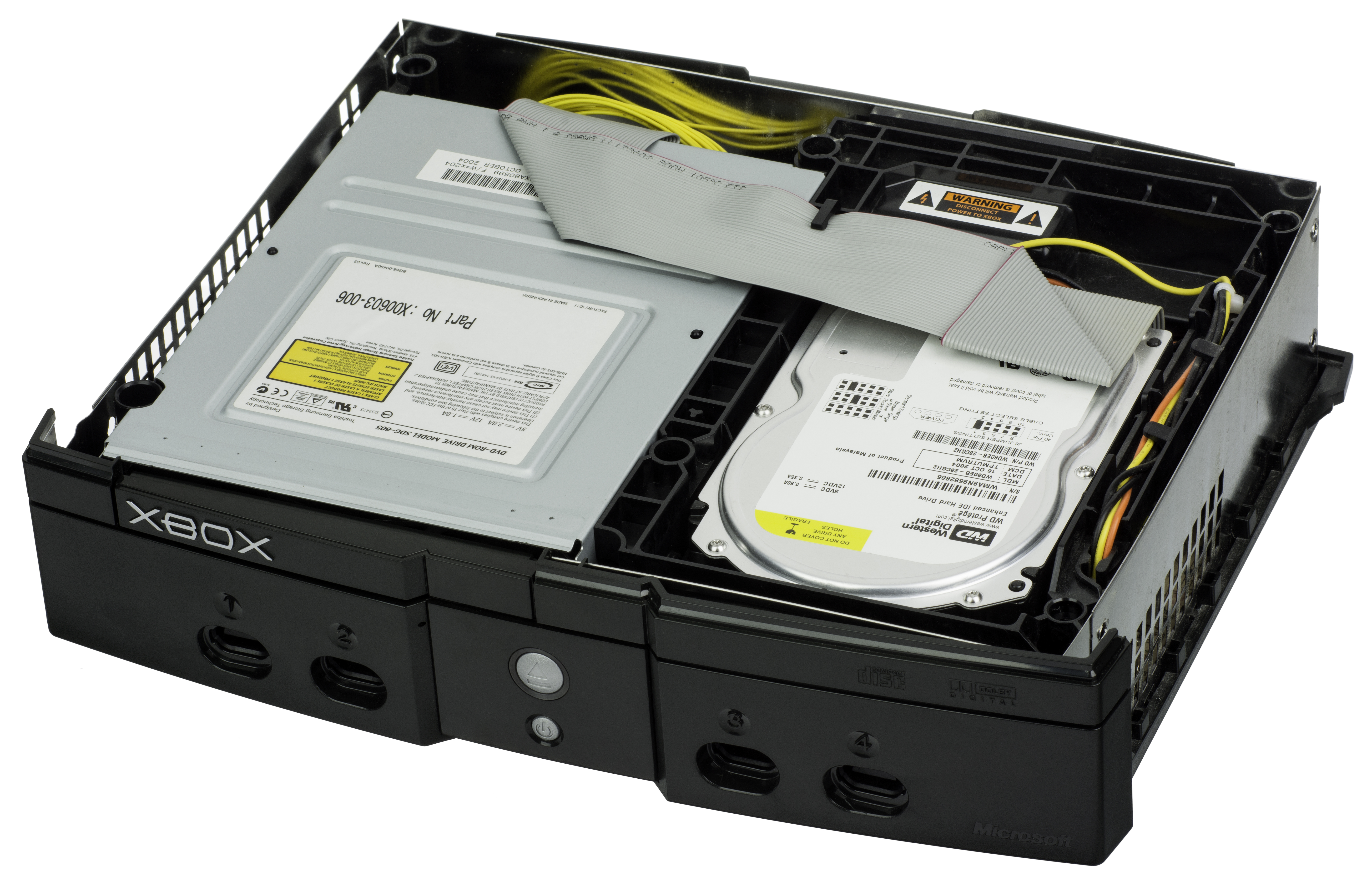
Por ter componentes de PC, o console era maior e mais pesado que seus concorrentes

Por ter componentes de PC, ele é muito maior e mais pesado que seus concorrentes. Grande parte é devido ao leitor de DVD-ROM que possui uma bandeja volumosa e ao disco rígido de 3,5 polegadas de tamanho. O Xbox também foi pioneiro em recursos de segurança, com cabos de separação para os controles para evitar que o console seja puxado da superfície sobre a qual ele repousa.
Várias revisões internas de hardware foram feitas em uma batalha para desencorajar hackers que desenvolviam continuamente modchips, reduzir os custos de fabricação e tornar a unidade de DVD-ROM mais confiável (algumas das primeiras unidades deram erros de leitura de disco, devido às unidades de DVD-ROM Thomson usadas). As unidades posteriores que usaram as unidades de DVD-ROM Thomson TGM-600 e as unidades de DVD-ROM da Philips VAD6011 ainda eram vulneráveis a falhas que tornavam os consoles incapazes de ler discos mais novos ou causaram uma parada no console com um código de erro geralmente indicando uma falha de identificação PIO/DMA, respectivamente. Essas unidades não foram cobertas pela garantia estendida.
Em 2002, a Microsoft e a Nvidia travaram uma batalha por causa de uma disputa relativa ao preço dos chips da Nvidia para o Xbox. A declaração da Nvidia com a SEC indicou que a Microsoft estava buscando um desconto de US$ 13 milhões em remessas para o ano fiscal da NVIDIA em 2002. A Microsoft alegou violações do contrato que as duas empresas estabeleceram, solicitou preços reduzidos e buscou garantir que a Nvidia atinja as ordens de chips da Microsoft sem limites em quantidade. O assunto foi resolvido em particular em 6 de fevereiro de 2003.
O Xbox incluiu na caixa um cabo AV padrão (cabo de vídeo composto) que fornece vídeo composto e áudio mono ou estéreo para TVs equipadas com entradas RCA. Os consoles europeus também incluíram um conector RCA para o conversor SCART, bem como o cabo AV padrão.
Um cartão de memória removível de estado sólido de 8 MB pode ser conectado aos controles, no qual pode salvar o progresso dos jogos e transferir para o disco rígido. A maioria dos jogos do Xbox podem ter seus saves copiados para o cartão de memória e movidos para outro console, mas alguns saves estão assinados digitalmente. Também é possível salvar uma conta Xbox Live em uma unidade de memória, para simplificar sua utilização em mais de um console.

### Controles

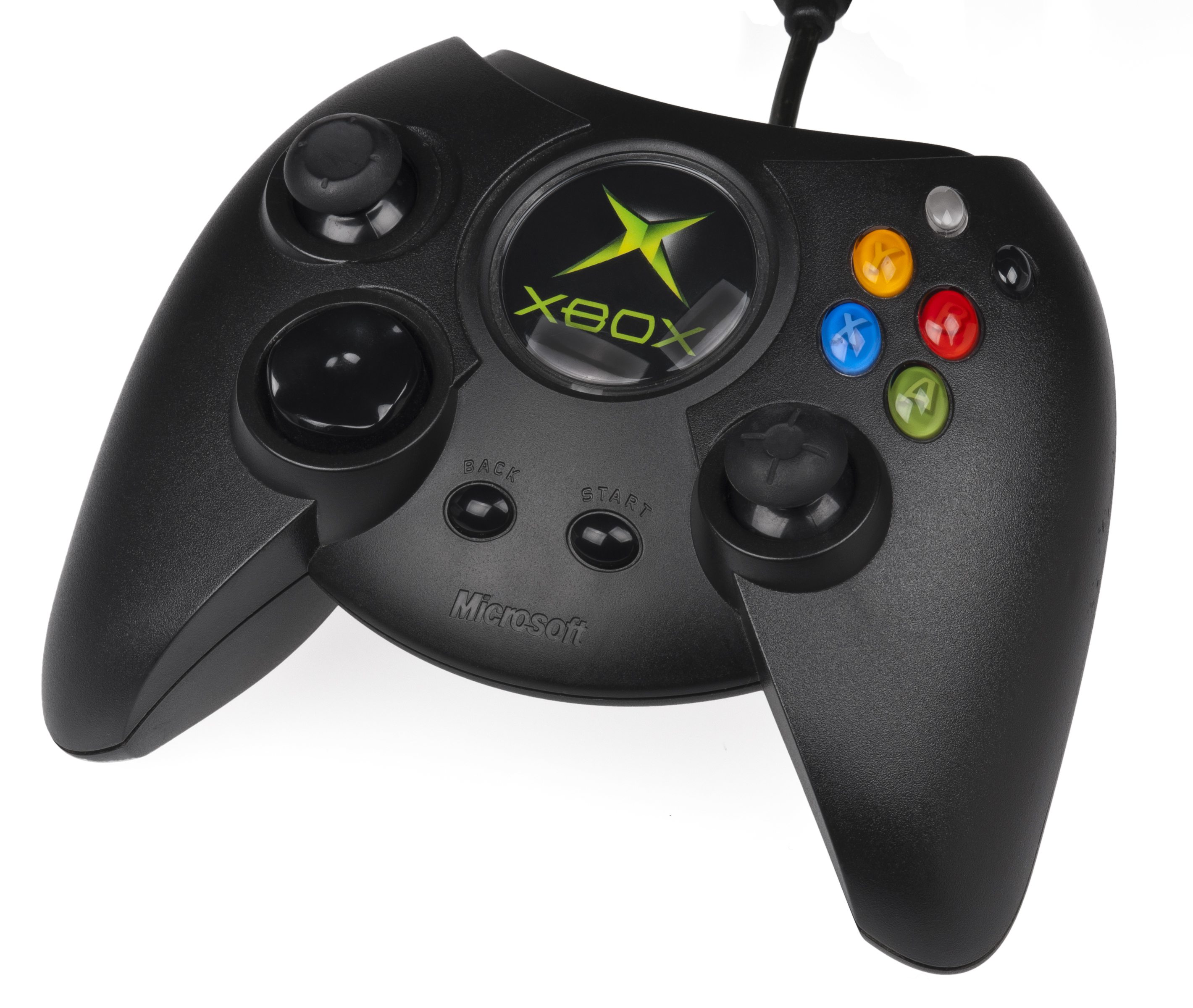
Primeiro controle do Xbox, chamado de The Duke

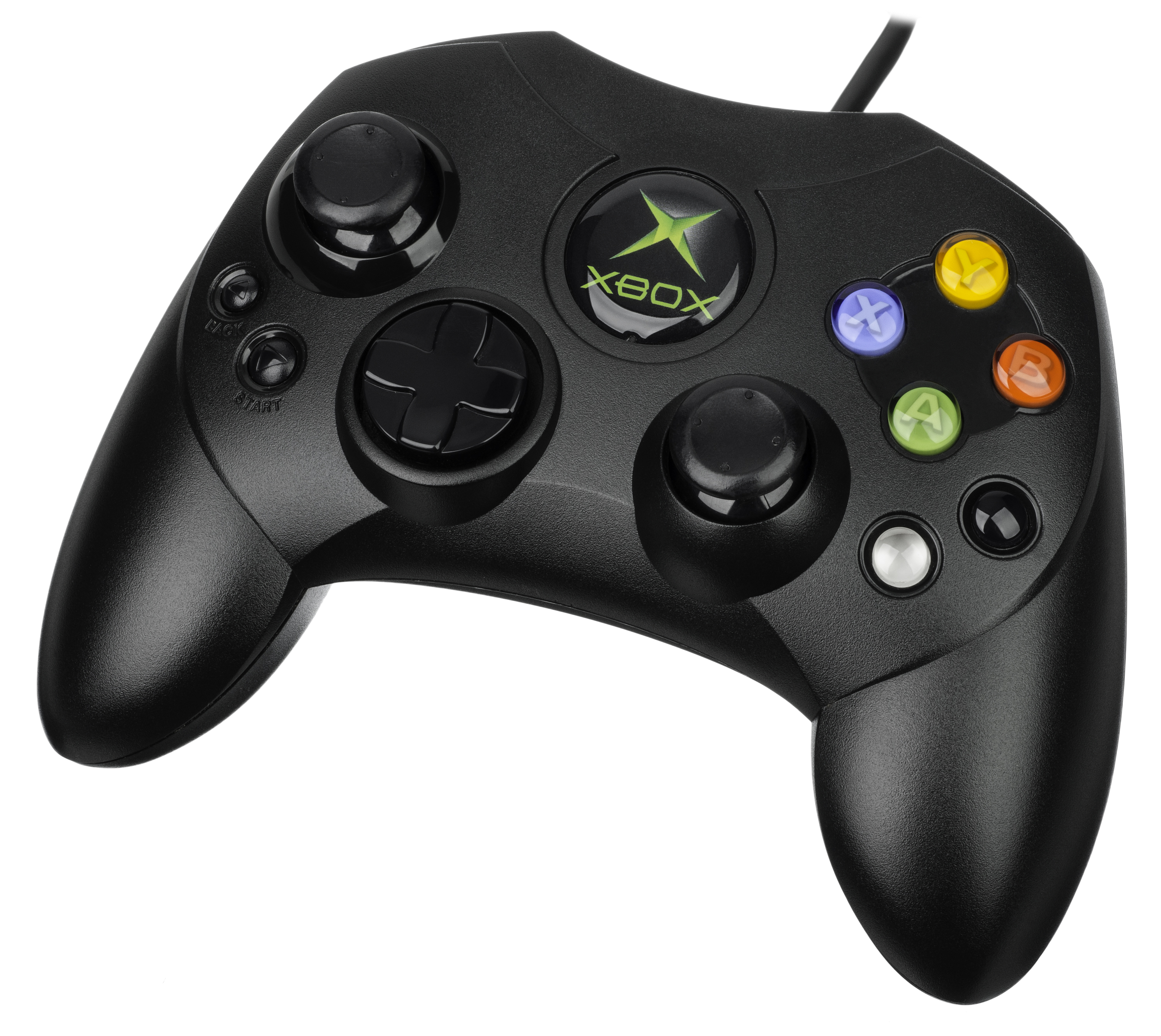
Controle S do Xbox

Os controles do Xbox possuem dois direcionais analógicos, um direcional sensível à pressão, dois gatilhos, um botão Back, um botão Start, dois slots de acessórios e seis botões de ação analógica de 8 bits (A / Verde, B / Vermelho, X / Azul , Botões Y / Amarelo e Preto e Branco). O controle padrão (também apelidado de "Fatty" e mais tarde, "Duke") foi originalmente o controle incluído com o Xbox em todas as regiões, exceto o Japão. Ele foi criticado por ser grande em comparação com outros controles de videogames; Foi premiado com o "Blunder of the Year" do Game Informer em 2001, um Guinness World Record para o maior controle da Guinness World Records Gamer's Edition 2008 e foi classificado como o segundo pior controle de videogames pelo editor Craig Harris da IGN.
O "Controle S" (codinome "Akebono"), um controle menor e mais leve para o Xbox, era originalmente o controle padrão do console apenas no Japão, projetado para usuários com mãos menores. Ele foi posteriormente lançado em outros territórios pela demanda popular e, em 2002, substituiu o controle padrão no pacote de varejo do Xbox, sendo o controle original maior disponível apenas como acessório.

## Jogos do Xbox
Os jogos de lançamento do console foram Halo: Combat Evolved, Project Gotham Racing e Dead or Alive 3. Três desses jogos passariam a vender mais de um milhão de cópias nos Estados Unidos.
Embora o console ganhou forte suporte de terceiros desde o início, muitos dos primeiros jogos do Xbox não usaram completamente seu hardware até um ano inteiro após o seu lançamento. As versões do Xbox de jogos multiplataforma às vezes vinham com alguns recursos adicionais e/ou melhorias gráficas para distingui-los das versões de PlayStation 2 e GameCube do mesmo jogo, negando assim um dos principais pontos de venda do console. A Sony respondeu o Microsoft por um curto período de tempo garantindo temporariamente os exclusivos do PlayStation 2 para jogos altamente antecipados, como a série Grand Theft Auto e a série Metal Gear Solid, bem como a Nintendo para a série Resident Evil. O suporte notável de terceiros veio da Sega, que anunciou um acordo de exclusividade de 11 jogos no Tokyo Game Show. A Sega lançou exclusivos, como Panzer Dragoon Orta e Jet Set Radio Future, que reuniu uma forte recepção entre os críticos.
Em 2002 e 2003, vários lançamentos de alto nível ajudaram o Xbox a ganhar impulso e distinguir-se do PlayStation 2. A Microsoft comprou a Rare, responsável por muitos jogos do Nintendo 64, para expandir seu portfólio de first party. O serviço on-line Xbox Live foi lançado no final de 2002, ao lado de títulos como MotoGP, MechAssault e Ghost Recon de Tom Clancy. Vários títulos mais vendidos e aclamados pela crítica para o Xbox logo seguiram, como Splinter Cell e Star Wars: Knights of the Old Republic. O acordo de exclusividade da Take-Two Interactive com a Sony foi alterado para permitir que Grand Theft Auto III e suas sequências fossem lançadas para o Xbox. Muitos outros editores entraram na tendência de lançar a versão do jogo para o Xbox ao lado da versão de PlayStation 2, em vez de atrasá-la por meses.
Em 2004 houve o lançamento dos exclusivos Fable e Ninja Gaiden. Ambos esses jogos se tornariam grandes sucessos para o Xbox. Mais tarde naquele ano, Halo 2 foi lançado e se tornou o maior lançamento na história do entretenimento, fazendo mais de 125 milhões de dólares no primeiro dia e se tornou o jogo de Xbox mais vendido em todo o mundo. Naquele ano, a Microsoft fez um acordo para colocar os títulos populares da Electronic Arts na Xbox Live para aumentar a popularidade de seus serviços.
Já em 2005, apesar dos lançamentos notáveis como Conker: Live & Reloaded e Forza Motorsport, a Microsoft começou a eliminar o Xbox em favor do seu próximo console, o Xbox 360. Jogos como Kameo: Elements of Power e Perfect Dark Zero, que foram desenvolvidos originalmente para o Xbox, tornaram-se títulos de lançamento do Xbox 360 em vez disso. O último jogo lançado no Xbox foi Madden NFL 09, em 12 de agosto de 2008.

## Xbox Live

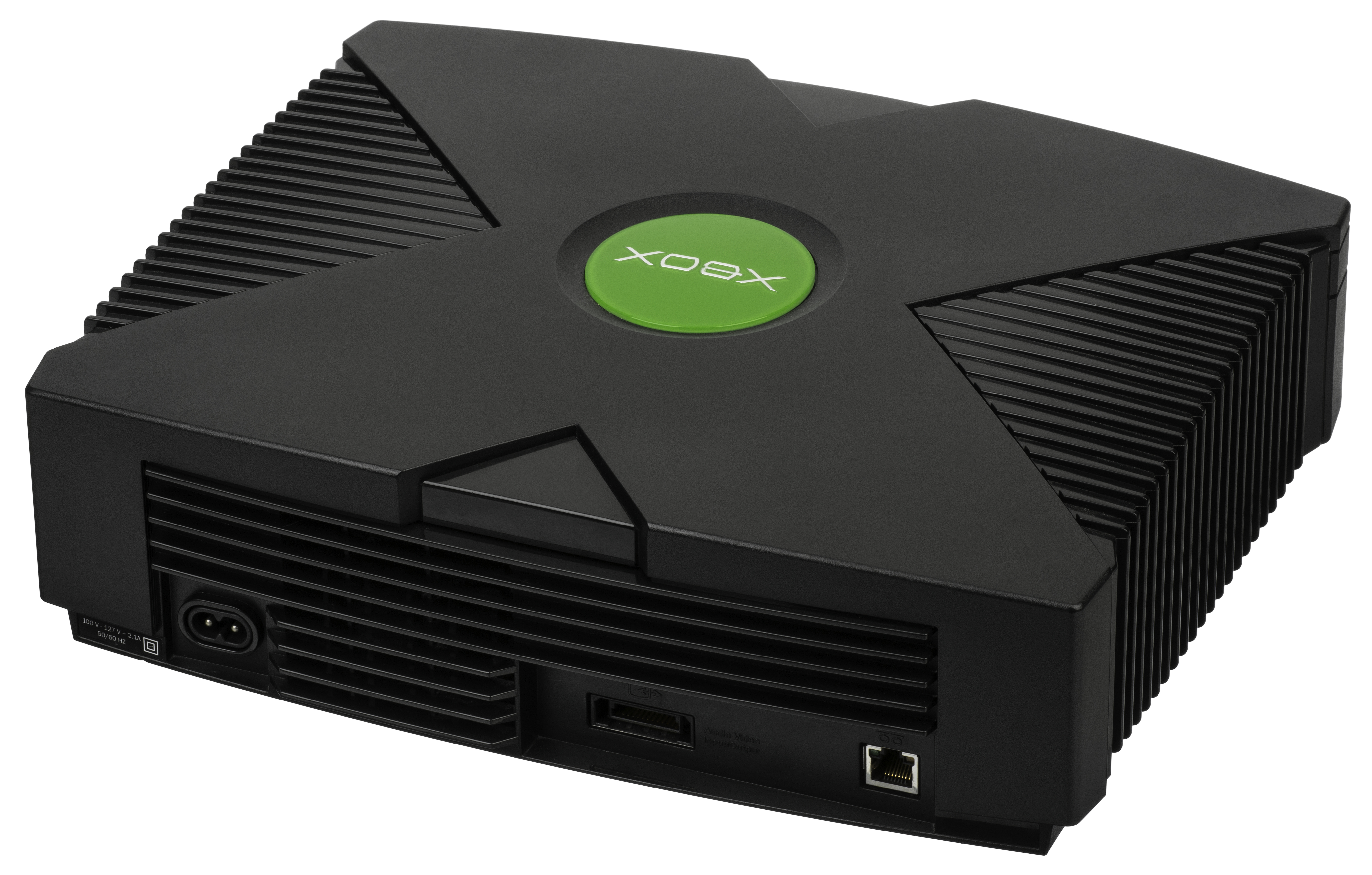
Traseira do console com entrada para cabo de rede

Em 15 de novembro de 2002, a Microsoft lançou o Sistema On-line do console o Xbox Live, permitindo que os assinantes jogassem jogos online com outros assinantes de todo o mundo e baixassem novos conteúdos diretamente para o disco rígido do sistema. O serviço funciona apenas com uma conexão de internet banda larga. Aproximadamente 250 mil assinantes se inscreveram dentro de dois meses após o lançamento da Xbox Live. Em julho de 2004, a Microsoft anunciou que a Xbox Live atingiu 1 milhão de assinantes; Em julho de 2005, a adesão chegou a dois milhões, e em julho de 2007 havia mais de 3 milhões de assinantes. Em maio de 2009, o número havia aumentado para 20 milhões de assinantes atuais. Em 5 de fevereiro de 2010, foi relatado que o suporte da Xbox Live para os jogos do Xbox seria descontinuado a partir de 14 de abril daquele ano. Os serviços foram interrompidos no cronograma, mas um grupo de 20 jogadores continuou a jogar por quase um mês depois, simplesmente deixando seus consoles conectados ao Halo 2.